# 541
541 (DXLI) var ett normalår som började en tisdag i den julianska kalendern.

## Händelser

### Januari
- 1 januari — Anicius Faustus Albinus Basilius utses till konsul i Konstantinopel, den siste personen på den posten.

### Okänt datum
- Ostrogoternas kung Ildibad dräps under en bankett.
- Pesten,  som bröt ut i Kina upptäcks i den egyptiska hamnen Pelusium och spred sig följande år till Konstantinopel och det bysantinska riket, som den Justinianska pesten.
- Totila blir kung över ostrogoterna.
- Jacob Baradaeus blir biskop av Edessa.
- Uigurererna kommer under Hefthalites styre.

## Födda
- Kejsar Wen av Sui

## Avlidna
- Ildibad, kung av ostrogoterna